# Osiedle Ustronie (Janikowo)
Osiedle Ustronie – osiedle domków jednorodzinnych Janikowa, zamieszkuje je około 300 osób.
Osiedle domków jednorodzinnych położone w południowej części miasta, nad Jeziorem Pakoskim. Przebiega tędy droga wylotowa z Janikowa do Kołudy Małej. Do początków XX wieku była tu wieś Sieczkowice, dlatego jedna z kilku ulic na osiedlu nazywa się Sieczkowicka.

## Ulice miasta w dzielnicy
- Wałowa
- Rybacka
- Sieczkowicka
- Ustronie
- Cicha
- Polna
- Powstańców Wielkopolskich (część)